# Cueva-prisión de Medrano
La cueva-prisión de Medrano —o «cueva del Alcalde-Medrano»— es una cueva de la localidad española de Argamasilla de Alba, provincia de Ciudad Real, Castilla-La Mancha. Cuenta con la calificación de Bien de Interés Cultural, después de ser declarada «Monumento histórico-artístico» el 26 de octubre de 1972.
Según la leyenda y la tradición popular, en el pasado fue una cárcel en la que Cervantes habría sido encerrado cuatro meses, supuestamente por orden del marqués Rodrigo de Pacheco; sin embargo, esta hipótesis está descartada, no habiendo pruebas documentales que la sostengan. Esta afirmación aparece plasmada en la voz correspondiente a Argamasilla de Alba del Diccionario geográfico de España y Portugal de Sebastián Miñano, de 1826.